# Matthias Carras
Matthias Thomas Blöcher (Wehrda, Hesse, 21 de diciembre de 1964-14 de enero de 2023), conocido artísticamente como Matthias Carras, fue un cantante pop, disc-jockey y presentador de televisión alemán.

## Biografía
Después de formarse como vendedor minorista, Blöcher trabajó como gerente en una casa de moda en Biedenkopf. También trabajó como disc jockey en un club nocturno. En 1990, comenzó las grabaciones de estudio y lanzó su primer sencillo, titulado Matthias Carras, al año siguiente.
Blöcher logró un gran éxito en 1998 con los sencillos Ich krieg nie genug von dir e Ich bin dein Co-Pilot y posteriormente trabajó con los productores Ronny Jentzsch y Hermann Niesig. De 2002 a 2004, fue presentador de televisión para un programa de preguntas en 9Live y luego en Super RTL.
En 2015, Blöcher puso fin a su carrera debido a una depresión crónica. Sin embargo, otras razones de su partida incluyeron un cambio en la industria de la música. Luego se convirtió en peluquero y dirigió una barbería en Biedenkopf durante varios años. Sin embargo, lanzó un álbum de regreso en abril de 2021 titulado Endlich Frei.
En octubre de 2020, a Blöcher le diagnosticaron cáncer, del que murió el 14 de enero de 2023, a la edad de 58 años.

## Discografía

### Álbumes
- Bitte anschnallen (2000)
- Verliebt (2002)
- Rebelión de Zärtlicher (2004)
- Meine Besten (2005)
- …auch nur ein Mann (2007)
- Kein Typ wie früher (2009)
- Mir gut de Ansonsten Geht (2011)
- Carrasmatisch (2013)
- Endlich Frei (2021)

### Sencillos
- Mehr von dir (1991)
- Gib mir die Hitze der Nacht (1992)
- Manopla en der Nacht (1997)
- Voll Erwischt (1998)
- Ich krieg'nie genug von dir (1999)
- Ich bin dein Copiloto (1999)
- Ich surf auf Wolke 7 (2000)
- Du bist so süß, wenn du sauer bist (2000)
- SOS Lara Estoy enamorado (2001)
- Ich lieg in der Sonne (2003)
- Ich heute Nacht nicht alleine schlafen (2003)
- Wir sind endlich mal wieder alleine (2004)
- Buena noche (2009)
- diva (2009)
- Du hast mich überzeugt (2021)

### Compilaciones
- Meine Besten (2005)
- Megastark - Die Maxis (2010)